# Cleopazza
Cleopazza è un film del 1964 diretto da Carlo Moscovini. Noto anche con il titolo Cleopazza - Amare per amare.
La pellicola è un musicarello con protagonista Don Backy.

## Trama
Alla affannosa ricerca d'una attrice che possa interpretare un film storico basato sulla vita di Cleopatra, il produttore Strombic sceglie Gabriella. La ragazza dapprima rifiuta la parte, ma poi, spinta dalla madre, accetta rompendo però il fidanzamento con Teddy. Hanno così inizio le riprese del film, presto interrotte a causa di una singolare allergia di Gabriella nei confronti del suo partner. Questi, per farla guarire, si finge innamorato di lei, facendo suscitare le ire di Teddy il quale non ha mai dimenticato la ragazza. I due attori non intendono più recitare insieme, ma la tragica situazione viene risolta dall'annuncio che in America è stata trovata un'attrice sosia perfetta per il ruolo di Cleopatra. Abbandonata la fuggevole carriera nel mondo del cinema, Gabriella sposa Teddy, mentre il produttore Strombic dovrà  affrontare nuovi tragicomici guai con l'arrivo in Italia della nuova, stravagante attrice.

## Produzione
Il film fu girato a Roma.

## Distribuzione
Il lungometraggio fu distribuito nel 1964.